# Telstar 12
Telstar 12 è un satellite artificiale per telecomunicazioni, utilizzato per trasmissioni televisive, radiofoniche e in banda larga.
Costruito da Space Systems/Loral, è stato lanciato il 19 ottobre 1999 con un vettore Ariane 4 e posizionato su un'orbita a 15° ovest. Fornisce una copertura piuttosto ampia che comprende l'Europa, le Americhe, la zona caraibica e l'Africa meridionale.
Gestito da Loral Skynet, opera in Ku band ed il consorzio Eutelsat vi utilizza quattro transponder per servizi di telecomunicazioni tra Europa ed America.